# Natalino Scorza
Natalino Scorza (Colonia, 23 settembre 1971) è un giocatore di biliardo italiano.
Cresciuto a Rossano, in Calabria, dove vive attualmente, ha iniziato fin da piccolo a giocare a biliardo americano nei circoli locali. Negli anni '90 si è avvicinato al mondo del biliardo (senza buche) da autodidatta, e tra il 2002 e il 2003 ha partecipato alle sue prime gare locali. Con il passare del tempo, ha accumulato esperienza e diverse vittorie in competizioni nazionali e internazionali.
Divenuto professionista nel 2010, è successivamente entrato a far parte della nazionale italiana, con cui ha vinto il campionato europeo a squadre nel 2014. Ai campionati mondiali del 2022 è stato eliminato nei quarti di finale del torneo singolo.

## Palmarès
I principali risultati
- 2008 Vincitore campionato a squadre di serie A con Lazio Billiard (Roma)
- 2013 Medaglia di bronzo al campionato europeo in singolo (Brandeburgo - Berlino)[1]
- 2014 Medaglia d'oro al campionato europeo a squadre (Milano)[2]
- 2022 Quinto classificato ai campionati mondiali individuali (Calangianus)[3]